# Felsritzungen von Lille Strandbygård
Die Felsritzungen von Lille Strandbygård im Südwesten der dänischen Insel Bornholm befinden sich auf einem Felsaufschluss, der mitten im Acker liegt.
Hier haben Menschen der Bronzezeit neben vielen Schälchen auch elf Radkreuze (dänisch Hjulkors oder Solkors = dt. Sonnenkreuz) in den Stein gehauen. Eines davon hat einen konzentrischen Ring. Die Schälchen sind vermutlich magische Zeichen, deren genaue Bedeutung jedoch unbekannt ist. Es gibt sie zu Hunderten auf der Insel, während sie im übrigen Dänemark seltener sind.